# Justin Bibbs
Justin Michael Bibbs (Dayton, 14 gennaio 1996) è un cestista statunitense.